# Horari d'estiu

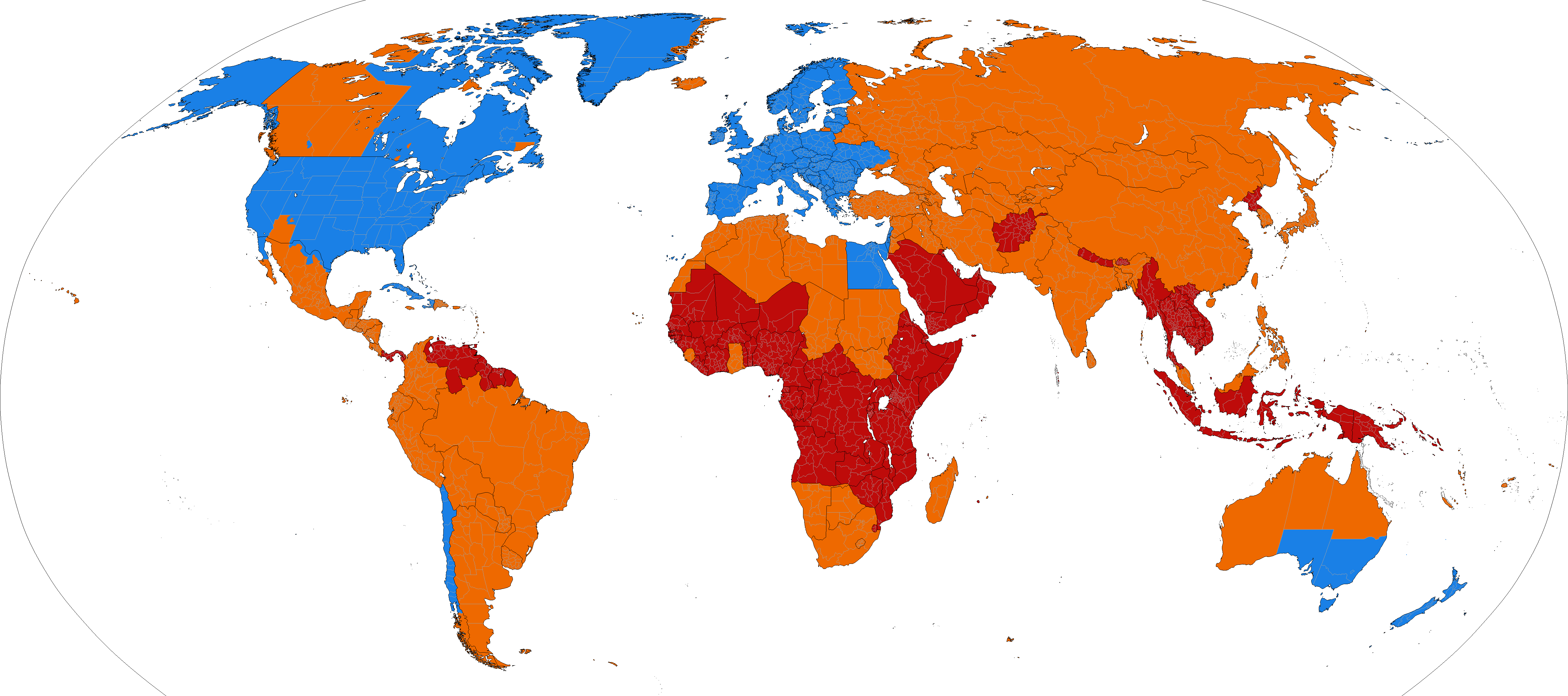
L'horari d'estiu s'utilitza molt més a l'hemisferi nord.
S'utilitza
Ja no s'utilitza
Mai no s'ha utilitzat

L'horari d'estiu (també denominat DST, daylight saving time o horari d'estalvi de llum diürna) és l'horari que obeeix a la convenció per la qual s'avancen els rellotges; el motiu és per aprofitar més la llum diürna, especialment quan aquesta es redueix als matins. Dit d'una altra manera, és el temps local que un país adopta per a una determinada part de l'any, que generalment consisteix a avançar en una hora l'horari estàndard oficial, o horari d'hivern.
Les dates de començament i acabament del DST també varien però, generalment, a l'hemisferi nord comencen a les dues de la matinada del primer diumenge d'abril o l'últim de març, i finalitza a les dues de la matinada del darrer diumenge d'octubre. A l'hemisferi sud, les dates de començament i acabament són sis mesos més tard. Amb aquesta iniciativa, el temps oficial s'avança una hora a començaments de la primavera i es retarda, de nou, a la tardor de forma que les hores d'activitat s'acomoden millor a les hores de llum diürna; és a dir, es tracta de no desaprofitar la llum mentre es dorm.

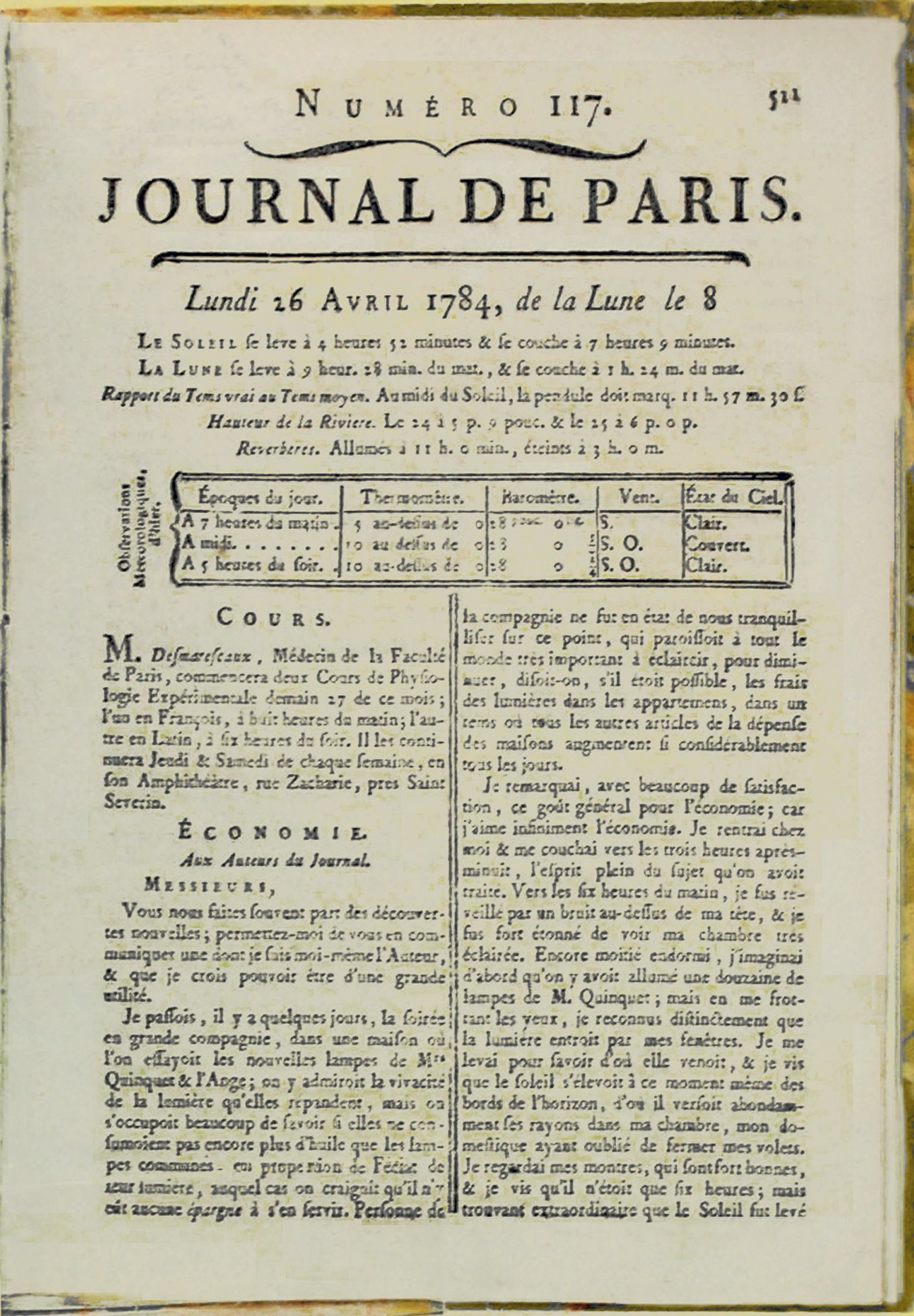
Carta de Franklin sobre l'aprofitament de la llum diürna, sovint mal citada. No va esmentar l'horari d'estiu, i la primera vegada que es va publicar no tenia títol ni peu d'autor.

El concepte d'horari d'estiu modern va ser proposat per primera vegada per Benjamin Franklin el 1784 i posteriorment, el 1907, per William Willett. Es va emprar àmpliament, per primera vegada, a partir de 1916, durant la Primera Guerra Mundial, per estalviar carbó. Malgrat les controvèrsies, des de llavors molts països ho han implantat. Els detalls difereixen en funció del país i, de manera puntual, sofreixen modificacions.
El DST es considera més beneficiós que perjudicial, ja que redueix el consum d'energia. Per raons òbvies, el DST es duu a terme en les zones temperades, que són les que corresponen a latituds del globus que s'estenen entre els tròpics i els cercles polars. La durada del dia en els tròpics no varia prou com per justificar l'aplicació del DST.
També cal destacar que és una norma controvertida. Afegir temps de llum diürna a les tardes és interessant per al comerç, la pràctica esportiva i altres activitats que es beneficien de la presència de llum en acabar la jornada laboral, però, d'altra banda, pot ocasionar problemes a l'agricultura i a altres ocupacions que depenen de l'exposició solar. L'increment de llum a la tarda pot ajudar a disminuir els accidents de trànsit, però els seus efectes sobre la salut i la incidència en la disminució del crim són menys clars. Es diu que mitjançant l'horari d'estiu s'estalvia energia elèctrica en reduir-se la necessitat d'il·luminació artificial, però les proves que recolzen aquesta afirmació són dèbils, ja que l'horari d'estiu pot estimular l'aparició de pics de demanda, la qual cosa incrementa els costos.
D'altra banda, els canvis d'horari dificulten la percepció del temps i poden causar problemes en els cicles de la son, així com trastocar calendaris de reunions, de viatges, el manteniment de registres, de dispositius mèdics i l'ús de maquinària pesant. Molts sistemes dirigits per computadores són capaços d'ajustar automàticament els seus rellotges, però també es poden produir errors, especialment quan les regles de l'horari d'estiu són modificades.

## Origen

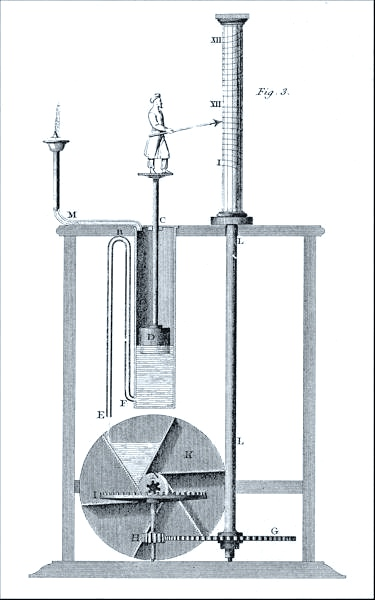
Antiga clepsidra o rellotge d'aigua. Una sèrie d'engranatges fan girar un cilindre que indica la longitud de les hores segons les dates.

Algunes civilitzacions antigues, com l'egípcia i la romana, ajustaven els horaris al sol, amb més flexibilitat que l'horari d'estiu, normalment dividint el temps de llum solar en dotze hores d'igual durada. Per tant, cosa les hores de llum eren més llargues durant l'estiu. Per exemple, les clepsidres romanes tenien diferents escales per als mesos de l'any: a la latitud de Roma, la tercera hora després de l'alba, l'hora tertia, començava a les 09:02 (de l'horari modern) i durava 44 minuts en el solstici d'hivern, però en el d'estiu començava a les 06:58 i durava 75 minuts. Tot i que al segle ii aC, Hiparc de Nicea va inventar el sistema de 24 hores d'igual durada, molt més útil per fer càlculs, no va ser fins al segle xiv que, amb la invenció del rellotge mecànic, es pogué adoptar el sistema d'hores iguals.

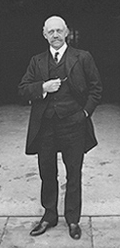
William Willett proposà l'horari d'estiu i en feu una gran defensa.

El 1784, Benjamin Franklin, que servia com a enviat estranger a França, va publicar anònimament una carta en la qual declarava que els parisencs estalviarien espelmes llevant-se més aviat i aprofitant més temps la llum solar. Es va publicar per primera vegada a la secció "Économie" del diari Journal de Paris; la versió revisada en anglès es publicà amb el nom de «An Economical Project», títol que no li va posar Franklin. La moderada sàtira de Franklin proposava imposar un impost als finestrons, raccionar les espelmes i despertar els ciutadans tocant les campanes de les esglésies i fent disparar canons a trenc d'alba, d'acord amb el seu proverbi: 
| « | Anar a dormir i llevar-se d'hora fa l'home saludable, savi i ric. | » |

 Franklin no va proposar cap canvi d'horari. Com a l'antiga Roma, a l'Europa del segle xviii no hi havia horaris precisos. Però això va canviar aviat, perquè el ferrocarril i les xarxes de comunicació van fer necessària l'estandardització del temps d'una forma que no calia en temps de Franklin.
El 1905, el constructor anglès William Willett va concebre l'horari d'estiu durant un passeig a cavall previ a l'esmorzar, quan es posà a reflexionar sobre quants londinencs dormien durant la millor part d'un dia d'estiu. Molt aficionat al golf, el disgustava escurçar el seu recorregut durant l'horabaixa. Dos anys més tard va publicar la seva proposta, però la seva idea no va ser acceptada immediatament.
Alemanya, els seus aliats, i les seves zones ocupades van ser els primers països europeus a fer servir l'horari d'estiu. Es va aplicar per primera vegada el 30 d'abril de 1916. El Regne Unit, la major part de la resta dels estats en guerra, i molts països neutrals europeus els van seguir. Rússia i alguns altres països van esperar a l'any següent, i els Estats Units no el van emprar fins a 1918. Des de llavors hi ha hagut moltes propostes, ajustaments i revocacions de la norma.

## Avantatges i inconvenients

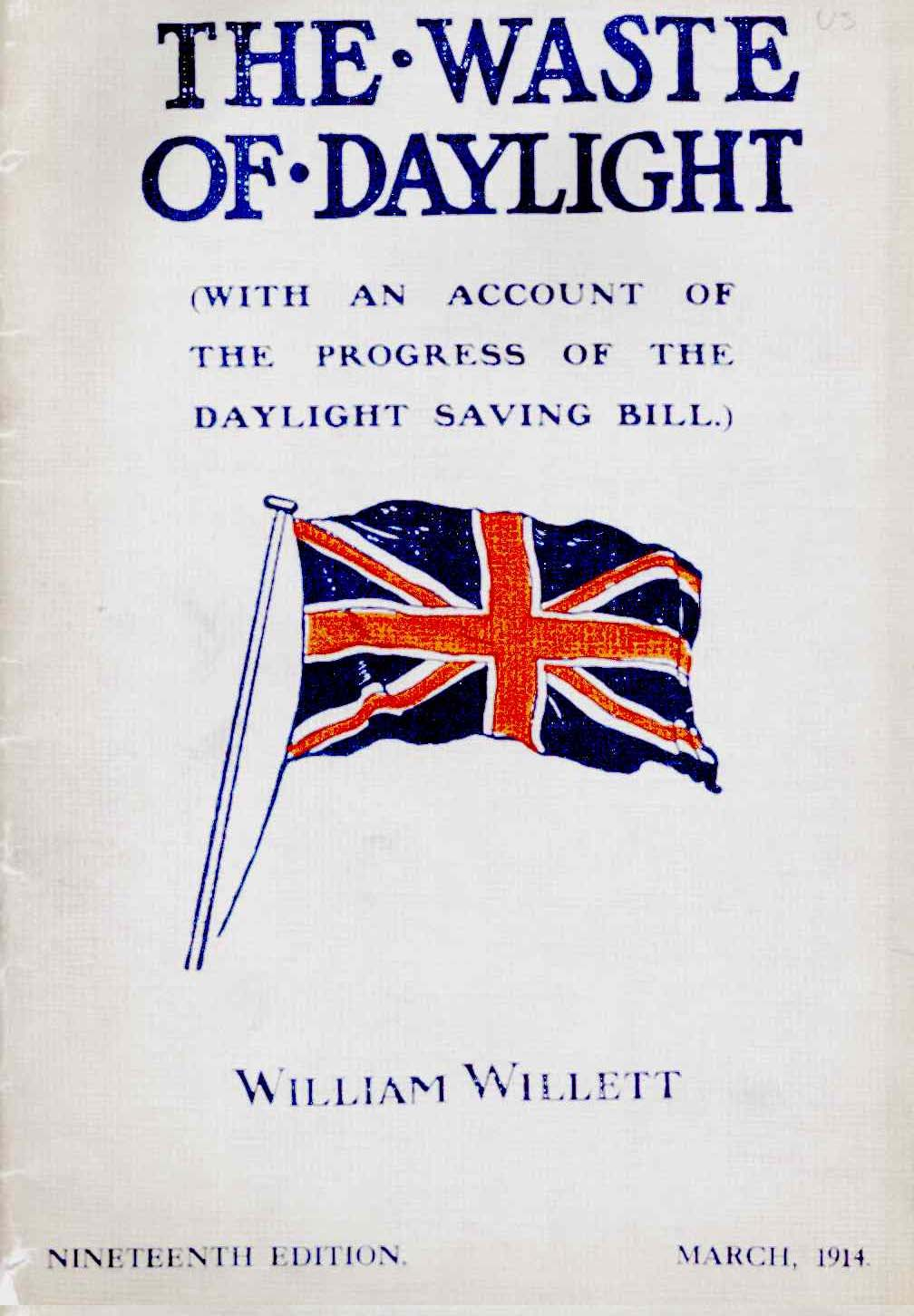
Pamflet de William Willett en el que promou l'horari d'estiu. Se'n van fer 19 edicions.

La proposta feta per Willett el 1907 assegurava que l'horari d'estiu incrementés les oportunitats de practicar activitats a l'aire lliure durant les hores de llum de l'horabaixa. Òbviament això no canviava la longitud del dia: els dies més llargs pròxims al solstici d'estiu en les latituds més altes donaven peu a desplaçar l'horari de llum del matí a la tarda perquè la llum del matí no es desaprofités.
Segons Schelling, l'acord general de la població sobre l'horari a seguir resulta més avantatjós que l'adopció de l'horari d'estiu de forma individual. D'acord amb aquesta consideració, un individu obtindria avantatges més grans si s'aplicava l'horari d'estiu de manera coordinada en tota la població que si pel seu compte un individu decidís aixecar-se més d'hora, ja que la generalització aporta un gran benefici. Tanmateix, molts fan cas omís a l'horari d'estiu i alteren els seus horaris per coordinar-se amb la llum del sol. L'horari d'estiu no s'empra durant l'hivern perquè els matins són més foscs; els treballadors no tenen activitats de lleure amb llum solar, i els nens han de tornar de l'escola quan ja s'ha fet fosc.

### Ús de l'energia
En retardar l'horari nominal a trenc d'alba i en el crepuscle, s'incrementa l'ocupació de llum artificial al matí i es redueix a la tarda. Com ja apuntava la sàtira de Franklin, s'estalvia energia si la reducció vespertina supera l'increment matutí, la qual cosa pot ocórrer si la gent necessita més llum a la tarda que al matí. Tanmateix, no s'han trobat proves estadístiques significatives que recolzin aquesta hipòtesi. El Departament de Transport dels Estats Units va concloure el 1975 que l'horari d'estiu pot reduir l'ús de l'electricitat en un 1 per cent durant els mesos de març i abril, però, el 1976, l'Institut Nacional d'Estàndards i Tecnologia va revisar l'estudi del Departament de Transport i no va trobar indicis que apuntessin a un estalvi significatiu d'energia. El 2000, quan algunes parts d'Austràlia van començar a usar l'horari d'estiu a finals de l'hivern, el consum d'electricitat no va decréixer, però tant el pic de consum d'energia del matí com els preus s'incrementaren. Als Estats Units no hi ha proves clares que s'hagi estalviat electricitat amb l'extensió de l'horari d'estiu que es va introduir el 2007, i encara que una empresa de servei públic va comunicar una reducció en el consum el març de 2007, altres cinc empreses no ho feren.
L'ús de l'horari d'estiu pot incrementar el consum de gasolina: als Estats Units, la demanda de gasolina va créixer un 1 per cent el març de 2007. Com més a prop de l'Equador estigui un país, menys justificat està el canvi d'horari, ja que la durada dels dies és més semblant a l'hivern i a l'estiu. Per aquest motiu, hi ha països dividits amb un horari concret per cada zona.

### Efectes econòmics

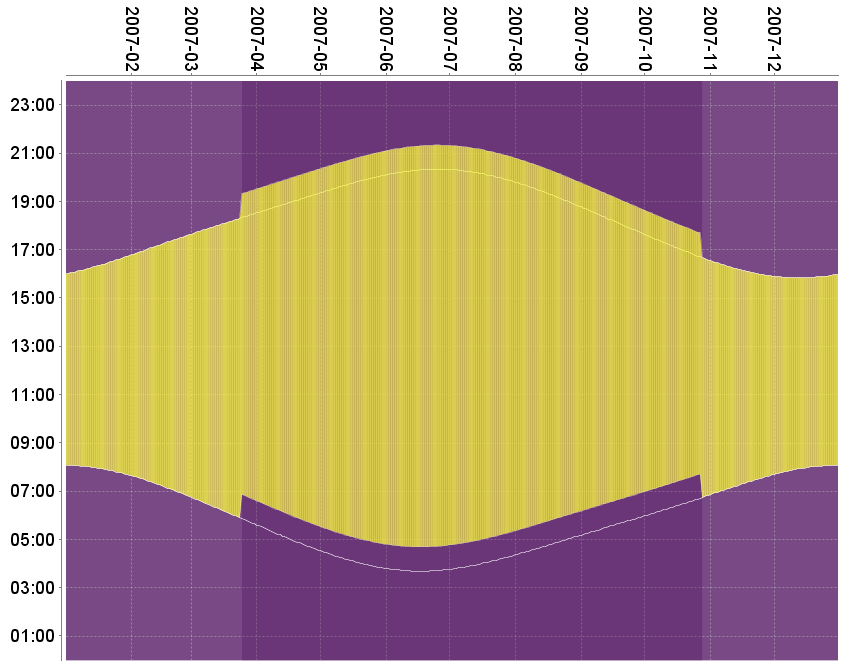
Efecte dels canvis d'horari sobre l'alba i l'ocàs a Greenwich el 2007.

Els detallistes, fabricants d'equipament esportiu i altres negocis es beneficien de l'increment de llum a la tarda, ja que afavoreix que els seus clients vagin de compres o practiquin esports a l'aire lliure. Per exemple, el 1984, la revista Fortune va estimar que l'allargament en set setmanes de l'horari d'estiu proporcionaria 30 milions de dòlars addicionals als magatzems "7-Eleven". La National Golf Foundation va calcular que aquest allargament incrementaria els ingressos de la indústria en 200 a 300 milions de dòlars. D'altra banda, l'horari d'estiu pot perjudicar els agricultors i altres activitats en què el treball és condicionat pel sol. Per exemple, la collita dels cereals es fa quan la rosada s'evapora, de manera que quan a l'estiu els grangers arriben més d'hora a la feina no poden treballar bé. L'horari d'estiu també perjudica les taxes d'audiència dels programes en prime time, i també en surten perjudicats les sales de teatre i cinema, especialment els auto-cinemes.
Els canvis d'horari tenen una certa correlació amb un decreixement de l'eficiència econòmica. El 2000 l'horari d'estiu va comportar una pèrdua estimada de 31.000 milions de dòlars al mercat d'accions. Els canvis d'horari i l'horari d'estiu tenen un cost econòmic directe, ja que comporten una dedicació extra per dur a terme reunions i perjudiquen les activitats informatitzades. Per exemple, el 2007, als Estats Units, el Canadà i Nova Zelanda, el canvi de les dates d'inici i final de l'horari d'estiu va causar problemes informàtics, ja que va caldre actualitzar els sistemes per afrontar aquest imprevist.

### Seguretat pública

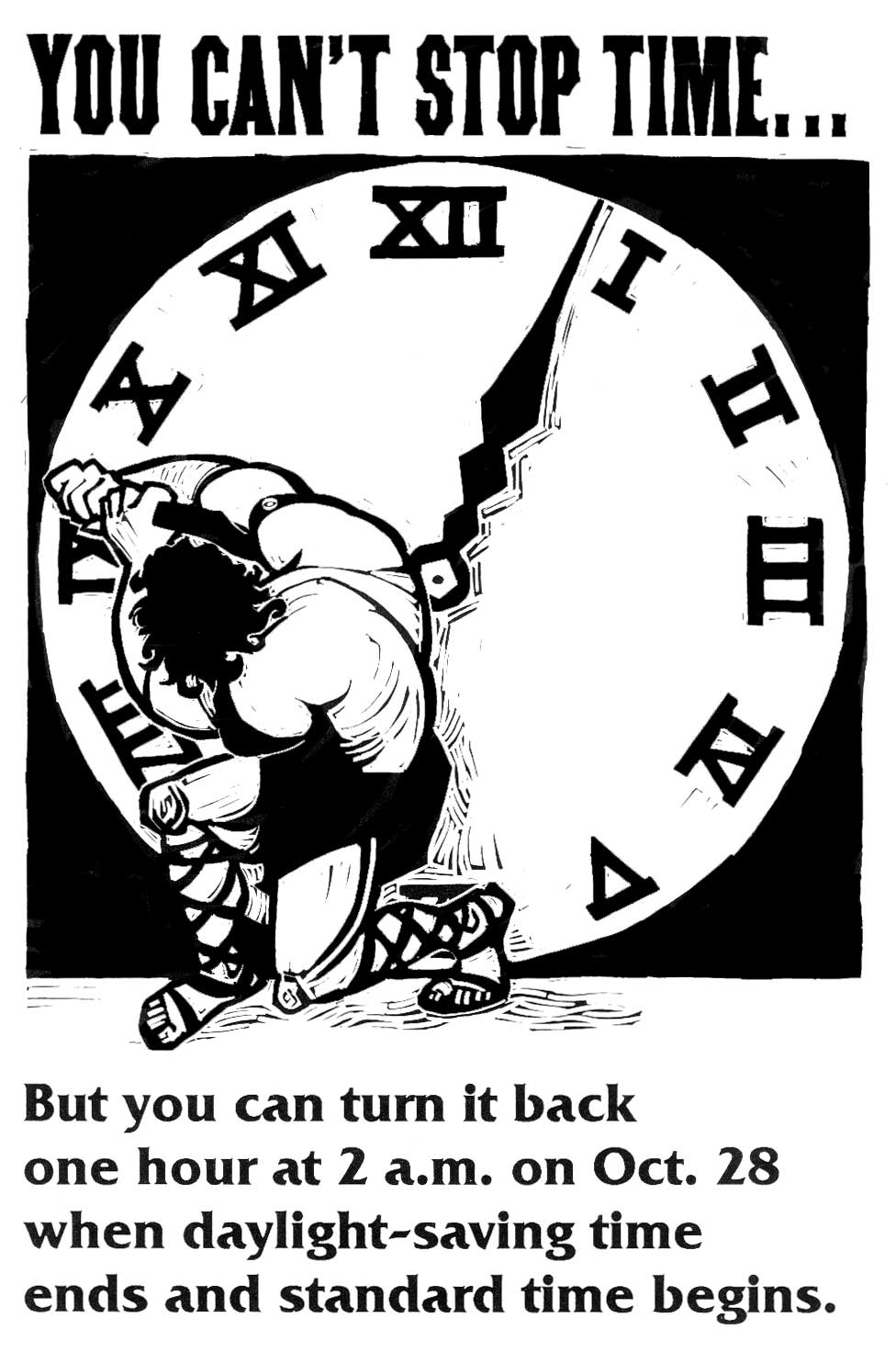
Un anunci als Estats Units, el 2001, que avisa del canvi d'hora.

El 1975, el Departament de Transport Nord-americà (U.S. DOT) va informar que s'havien reduït en un 0,7 per cent els accidents de trànsit durant l'horari d'estiu, i va estimar que la reducció real seria d'un 1,5 a un 2 per cent, però el 1976 un estudi de l'Institut d'Estàndards (NBS) no va trobar proves que recolzessin aquestes conclusions. El 1995, l'Insurance Institute for Highway Safety va estimar que s'havia produït una reducció de l'1,2 per cent, i una reducció del 5 per cent en atropellaments mortals a transeünts. D'altres estudis han trobat reduccions similars. En el Regne Unit es pretén aplicar el "Single/Double Summer Time" (SDST) o "horari d'estiu simple/doble", per reduir els accidents de trànsit d'un 3% a un 4% respecte a l'horari d'estiu habitual. No és clar si la interrupció del cicle de la son contribueix als accidents mortals en el període posterior a la implantació dels canvis d'horari. Es va observar una correlació entre els canvis d'horari i els accidents als Estats Units, però no a Suècia. Si aquest efecte bianual existeix, és molt menor que la reducció global d'accidents.
A la dècada de 1970, la Law Enforcement Assistance Administration (LEAA) (Administració d'Assistència per l'Aplicació de la Llei) dels Estats Units va detectar que durant l'horari d'estiu es produïa una reducció d'entre el 10 i el 13 per cent en els crims violents a Washington DC. Tanmateix, la LEAA no va filtrar altres factors, va examinar només dues ciutats i va concloure que el crim s'havia reduït únicament en una d'elles i només en certes categories de crims. El Departament de Transport (DOT) va declarar que «és impossible concloure amb certesa que es puguin trobar beneficis equivalents en tot el país». Encara que la llum diürna fa que les víctimes potencials se sentin més segures, això pot afavorir el crim.
Un benefici indirecte dels canvis d'horari és aprofitar-los com a recordatori per tasques de manteniment semestrals. A molts països els bombers animen els ciutadans a utilitzar els canvis d'horari com a recordatori per reemplaçar les bateries dels detectors de fum i de monòxid de carboni. Això és especialment important a la tardor, just abans de la temporada d'ús de calefactors, quan hi ha més probabilitat d'incendi. Altres tasques bianuals són la revisió de les sortides d'incendi i la familiarització amb plans d'emergència, la inspecció dels llums dels vehicles, la recerca de materials perillosos en àrees d'emmagatzemament i la reprogramació dels termostats. Tanmateix, no és una funció essencial de l'horari d'estiu, i les zones sense horari d'estiu poden emprar també el començament de la primavera i la tardor com a recordatoris.

### Salut
L'horari d'estiu exerceix diversos efectes sobre la salut. En les societats amb horaris de treball fixos proporciona més llum vespertina per exercitar-se a l'aire lliure. Altera l'exposició al sol; però la qüestió sobre si és beneficiós o no depèn de la localització i l'horari de la persona, ja que la llum solar dispara la síntesi de vitamina D a la pell, però la sobreexposició pot provocar càncer de pell. La llum solar influeix fortament sobre la depressió hivernal. L'horari d'estiu pot ajudar en casos de depressió, fent que les persones s'aixequin més aviat, però alguns afirmen tot el contrari. La Foundation Fighting Blindness (Fundació contra la Ceguesa), organització presidida pel magnat Gordon Gund que combat la ceguesa, va aconseguir que l'any 2005 s'estengués l'horari d'estiu, però aquest també pot perjudicar als afligits de nictalopia.
Els canvis d'horari redueixen la durada i l'eficiència de la son, i els efectes sobre l'adaptació estacional del ritme circadiari pot ser sever i prolongar-se durant setmanes. El 2008, un estudi detectà que tot i que la proporció en l'índex de suïcidis en els homes augmentava en les setmanes posteriors a l'arribada de la primavera, la relació es debilita de manera clara després de l'adaptació a l'estació.
Cal destacar que el govern del Kazakhstan va citar problemes de salut a causa dels canvis d'horari com la raó principal per abolir l'horari d'estiu.

### Un procés complex

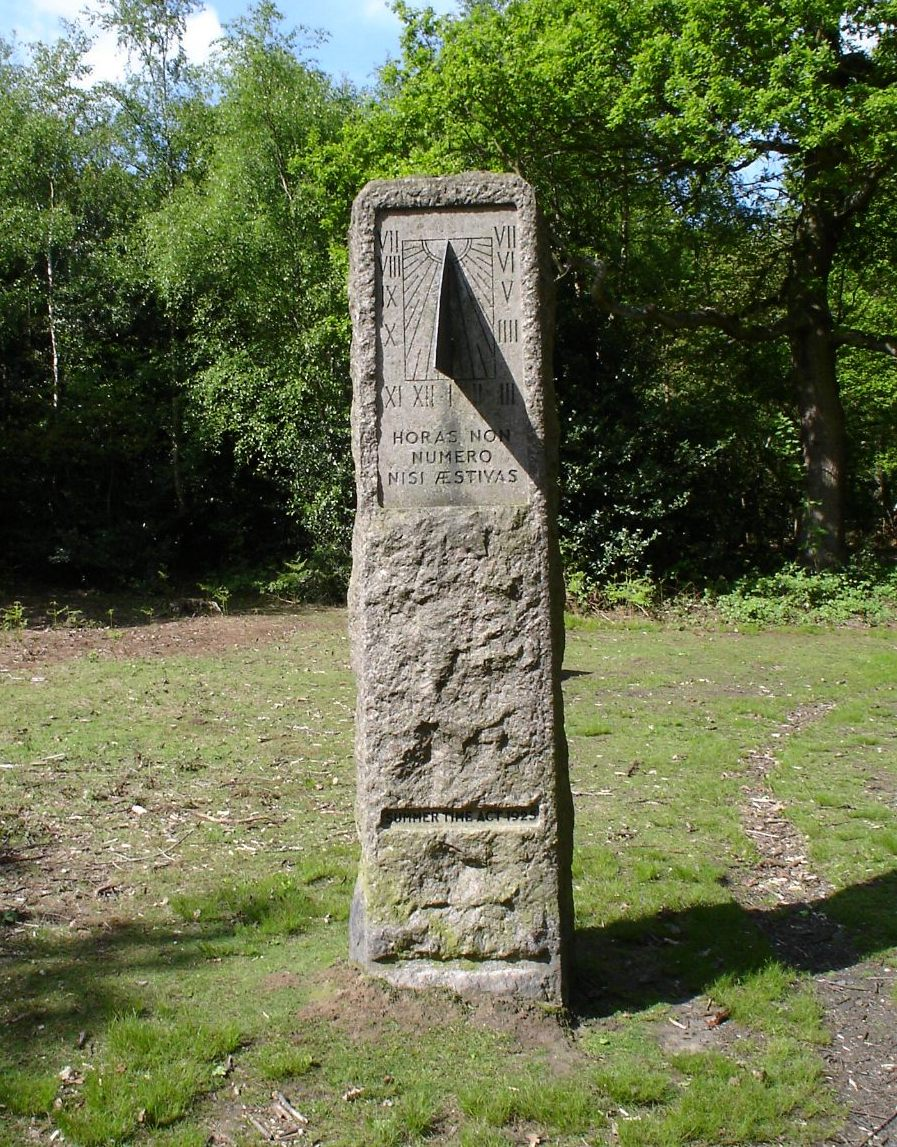
El rellotge de sol del "William Willett Memorial" sempre està en horari d'estiu.

Els canvis d'horari tenen el clar desavantatge de la complexitat que afegeixen a les activitats quotidianes. La gent ha de recordar canviar l'hora; això cal dedicar-li temps, especialment en el cas dels rellotges mecànics. A mesura que més mecanismes contenen rellotges, es passa més temps canviant l'hora de cada aparell. D'altra banda, els que han de travessar habitualment els límits fronteres que hi ha entre diferents zones horàries han de portar un registre de diferents normes d'horaris d'estiu, ja que no tots els llocs tenen les mateixes. Un altre factor és que la durada del dia passa a ser variable. Es produeixen amb freqüència manques de coordinació i malentesos en reunions, viatges, sistemes de facturació i de registre, que poden generar inconvenients i despeses econòmiques addicionals. En la transició que es produeix a la tardor en què se s'endarrereix l'hora i es passa de les 03:00 a les 02:00, un rellotge mostra el període de 02:00 a 03:00 dues vegades, la qual cosa pot produir confusió.
Els sistemes informàtics, quan es canvia d'hora, poden necessitar un període d'inactivitat o un procés de reinici. El 1993, ignorar aquest requisit va danyar una fàbrica d'acer a Alemanya. Els dispositius mèdics poden tenir problemes que causin problemes als pacients, sense que sigui obvi per al personal d'un determinat hospital que hagin de vetllar per aquestes qüestions. Aquests problemes es compliquen quan les normes de l'horari d'estiu canvien, com va succeir el 2007 als Estats Units; els desenvolupadors de programari han de provar i potser modificar els programes informàtics, i els usuaris han d'instal·lar actualitzacions i reiniciar les aplicacions.
Alguns canvis d'hora poden minimitzar-se ajustant els rellotges contínuament, o, almenys, fent-ho d'una manera més gradual; per exemple, al principi, Willet va suggerir emprar transicions de 20 minuts setmanals, però aquesta complexitat afegida mai s'ha portat a terme.
L'horari d'estiu pot incrementar els desavantatges del temps estàndard. Per exemple, quan es llegeix un rellotge de sol s'ha de tenir en compte l'horari d'estiu, i de la zona horària i les discrepàncies naturals. A més a més, l'horari d'estiu pot generar malentesos en el moment de seguir les recomanacions sobre protecció solar dirigides a orientar la durada de l'exposició solar.

## Perspectiva política
L'horari d'estiu ha causat controvèrsia des que es va aplicar per primera vegada. Els seus partidaris argumenten, en paraules de Winston Churchill, que ajuda a «incrementar les possibilitats de trobar salut i felicitat entre els milions de persones que viuen en aquest país», referint-se al Regne Unit. Els seus crítics «detecten l'ossada i blavosa mà del puritanisme, ansiosa per portar al llit a la gent més aviat i aixecar-los més aviat, per fer-los més saludables, rics i savis malgrat tot». Històricament, els detallistes, esportistes i turistes s'han manifestat a favor de l'horari d'estiu, mentre que els agricultors i la indústria de l'entreteniment s'hi ha oposat.

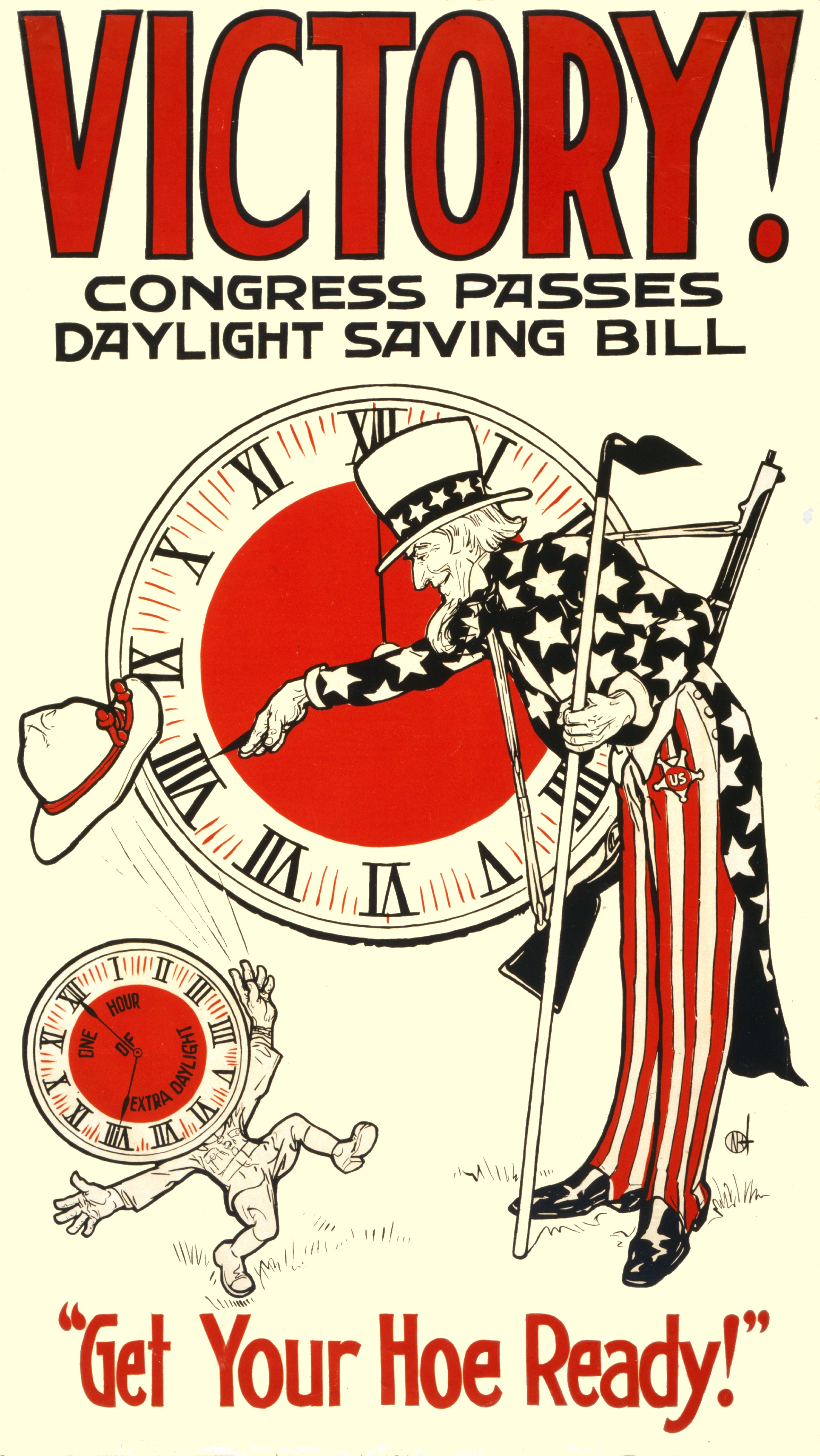
Determinats sectors donaven suport a l'horari d'estiu. United Cigar Stores va recolzar una proposta de 1918.

La finalitat de la proposta que Willett presentà el 1907 contenia molts interessos polítics. La proposta va atreure molts partidaris, com Balfour, Winston S. Churchill, Lloyd George, MacDonald, Eduard VII (que a Sandringham va emprar un horari d'estiu de mitja hora), el director de Harrods i el gerent del Banc Nacional. Tanmateix, l'oposició va ser més forta: incloïa la del Primer Ministre Asquith, Christie (l'astrònom real), George Darwin, Napier Shaw (director de l'Oficina Meteorològica), moltes organitzacions agràries i propietaris de teatres. Després de molts debats, el 1909, la proposta va ser derrotada per un estret marge en una votació al Parlament del Regne Unit. Cada any, des de 1911 fins a 1914, els aliats de Willett van fer propostes similars però sense èxit. Els Estats Units eren encara més renitents: el representant per Massachusetts, Andrew Peters, va proposar l'horari d'estiu el maig de 1909, però la idea no va prosperar.
La Primera Guerra Mundial va canviar la balança de suports, ja que l'horari d'estiu es va proposar per alleugerir les dureses de la guerra quant a l'estalvi de carbó i les apagades nocturnes destinades a dificultar els bombardeigs. Després de la seva aplicació per part de l'imperi Alemany, el Regne Unit va aplicar per primera vegada l'horari d'estiu el 21 de maig de 1916. Els interessos minoristes i de certs sectors de la manufactura liderats per un industrial de Pittsburgh, Robert Garland, van començar a exercir pressió per l'aprovació de l'horari d'estiu. L'entrada en la guerra dels Estats Units el 1917 va aportar els motius per superar les objeccions, i a partir de 1918 es va aplicar l'horari d'estiu.
La guerra va acabar i va tornar a desnivellar la balança. Els agricultors seguien en desacord amb l'horari d'estiu, i molts països el van revocar després de la guerra. El Regne Unit va ser una excepció: va continuar amb l'horari d'estiu però durant anys va ajustar les dates de transició per diverses raons, entre elles determinades regles especials durant les dècades de 1920 i 1930 per evitar canvis d'hora en els matins de Pasqua. Els Estats Units van ser més convencionals: el Congrés el va revocar el 1919. El president Woodrow Wilson va vetar la revocació dues vegades, però el seu segon vet va ser anul·lat, i només unes quantes ciutats del país, de manera local, van conservar l'horari d'estiu.
El successor de Wilson, Warren G. Harding, es va oposar a l'horari d'estiu per considerar-lo un "engany". Raonant que la gent havia d'aixecar-se i anar a treballar més aviat a l'estiu, va ordenar als empleats federals de Washington D.C., que comencessin a treballar a les 08:00, i no a les 09:00, durant l'estiu de 1922, i va deixar que les empreses privades decidissin si volien seguir el seu exemple. Una part d'elles ho va fer, però una altra no, el que va provocar un desgavell que els crítics van denominar irònicament «Daylight Slaving Time»; L'experiment no es va repetir. Des de 1945 a 1966, la llei federal dels EUA no va regular el DST i les localitats eren lliures d'observar aquesta pràctica; el patró predominant entre els estats i localitats que observaven el DST anava des del darrer diumenge d'abril fins al darrer diumenge de setembre.
Des de Willett, el món ha vist moltes propostes, ajusts i revocacions de l'horari d'estiu, amb motivacions polítiques similars. En el Regne Unit, la indústria de l'esport i el lleure a l'aire lliure recolza la proposta del "Single/Double Summer Time" (SDST), una variant en la qual s'avança una hora a l'hivern i dues a l'estiu. En els Estats Units, la Sporting Goods Manufacturers Association (Associació de Fabricants d'Articles Esportius) i l'Association of Convenience Stores (Associació Nacional de Supermercats National) van pressionar i van aconseguir que el 2007 s'estengués l'horari d'estiu. A mitjans de la dècada de 1980, Clorox i 7-Eleven van patrocinar una coalició per recolzar l'extensió de 1987, i els senadors d'Idaho van votar el seu favor perquè pensaven que així més restaurants de menjar ràpid vendrien més patates fregides procedents d'Idaho.

## La diversitat en l'aplicació del canvi

S'avancen a la primavera...

...i es retarden a la tardor.

En el cas típic a la primavera, s'avança una hora a les 02:00 i el dia té 23 hores, mentre que a la tardor es retarda una hora i es passa de les 03:00 a la 02:00, repetint aquella hora, de manera que aquell dia té 25 hores. Un rellotge digital no mostra les 02:00 en el canvi de primavera, sinó que passa de 01:59:59 a les 03:00:00.
Els canvis d'hora es programen, normalment, en una nit de cap de setmana, per poder atenuar els possibles desgavells. Els canvis d'una hora són els més habituals, però l'illa de Lord Howe d'Austràlia empra canvis de mitja hora. En el passat, s'han aplicat canvis de vint minuts i de dues hores.
Les estratègies de coordinació difereixen quan zones horàries adjacents canvien d'hora. La Unió Europea canvia d'hora simultàniament, a la 01:00 UTC; per exemple, l'hora de l'Europa Oriental sempre està una hora avançada respecte a l'hora central europea. La major part d'Amèrica del Nord canvia d'hora a les 02:00, de manera que les zones adjacents no realitzen el canvi simultàniament. Per exemple, la Mountain Time Zone pot tenir momentàniament zero o dues hores d'avenç sobre la Pacific Time Zone. Els districtes d'Austràlia van més lluny i no sempre es posen d'acord amb les dates d'inici i final de l'horari d'estiu; per exemple, el 2006, Tasmània va avançar els seus rellotges l'1 d'octubre, Austràlia Occidental el 3 de desembre, i la resta de zones amb horari d'estiu el 29 d'octubre.

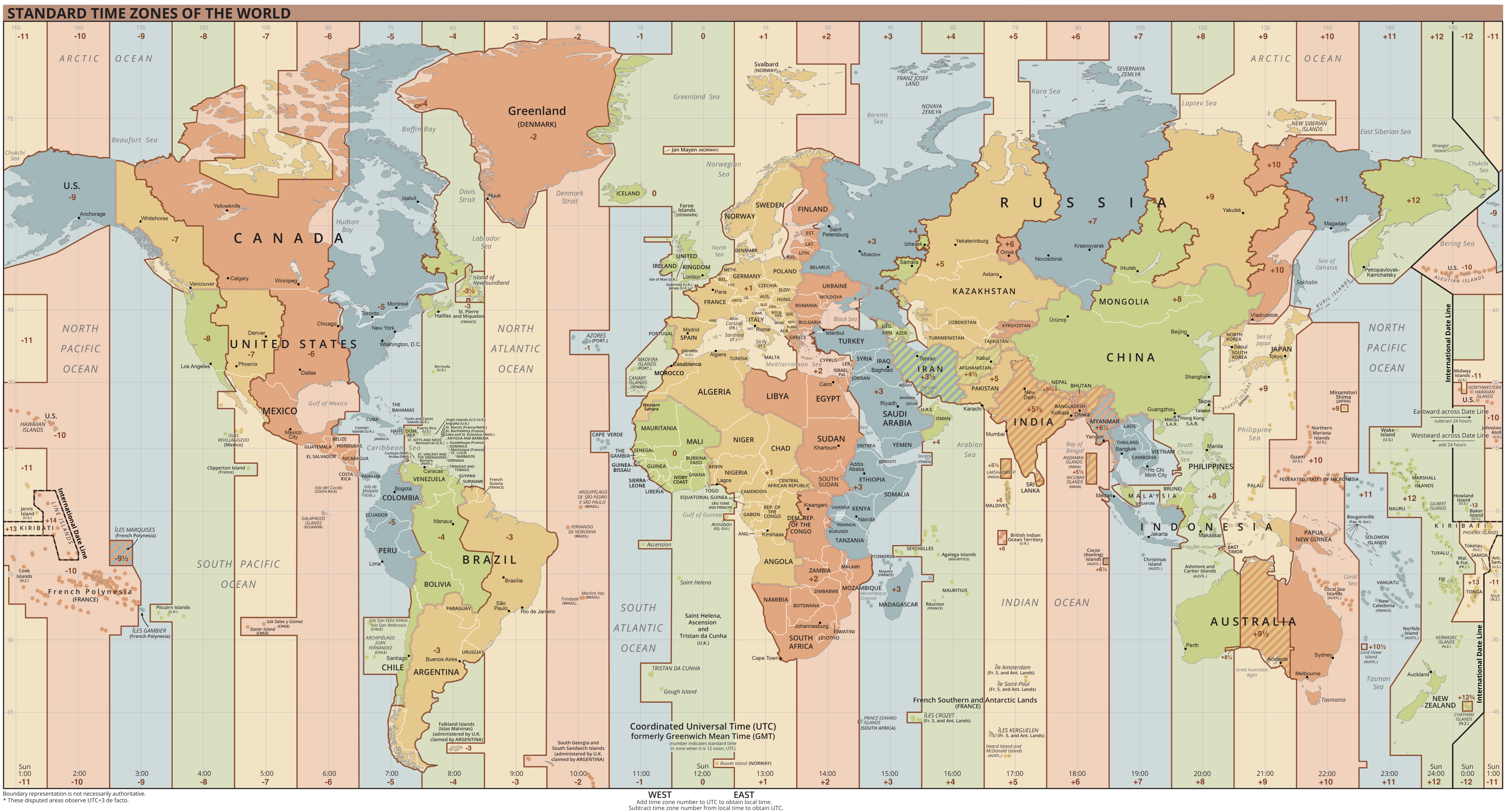
Les zones horàries sovint estan a l'oest dels seus límits ideals, la qual cosa incrementa l'efecte de l'horari d'estiu.

Les dates d'inici i final poden diferir amb la localització i l'any. Des de 1996, l'horari d'estiu europeu s'ha aplicat des de l'últim diumenge de març a l'últim diumenge d'octubre; abans, en tots els estats de la unió, les regles no eren uniformes. A partir de 2007 la majoria dels estats dels Estats Units, i de les províncies i territoris del Canadà, van aplicar l'horari d'estiu des del segon diumenge de març fins al primer diumenge de novembre. El canvi de 2007 va ser part de l'Energy Policy Act (Llei de Polítiques Energètiques); prèviament, de 1987 a 2006, les dates d'inici i final eren el primer diumenge d'abril i l'últim d'octubre, i el Congrés podia retornar a les dates anteriors una vegada que s'hagués completat un estudi sobre el consum energètic.
Les dates d'inici i final del període s'inverteixen a l'hemisferi sud. Per exemple, a Xile s'aplica l'horari d'estiu des del segon diumenge d'octubre fins al segon dissabte de març, amb transicions a les 24:00. La diferència de temps entre el Regne Unit i Xile pot ser, per tant, de tres, de quatre o de cinc hores, segons l'època de l'any.
A la Xina occidental, a Islàndia i a altres zones que són a l'oest de la seva zona horària ideal, és com si tinguessin horari d'estiu tot l'any. Per exemple, Saskatoon, a Saskatchewan (Canadà), està a 106° 39 O de longitud, lleugerament a l'oest del centre de la Zona Horària de Muntanya (Mountain Time Zone) ideal (105°O), però Saskatchewan té el temps central estàndard (90°O) tot l'any, de manera que sempre està uns 67 minuts avançat respecte al temps solar. El Regne Unit i Irlanda van posar a prova l'horari d'estiu durant l'any complet des de 1968 fins a 1971, però el van abandonar a causa de la seva impopularitat, especialment a les regions del nord.
L'oest de França, Espanya i altres zones, tenen la zona horària canviada i a més apliquen l'horari d'estiu, de manera que l'efecte és el de tenir horari d'estiu a l'hivern i una hora extra a l'estiu.
L'horari d'estiu normalment no s'usa a prop de l'Equador, ja que els temps d'alba i vespre no varien prou com per justificar-ho. Alguns països l'empren només en algunes regions; per exemple, el sud del Brasil el fa servir, mentre que el Brasil equatorial, situat al nord, no. Només una petita part de la població mundial fa servir l'horari d'estiu, ja que Àsia i l'Àfrica en general no ho fan.

## Informàtica

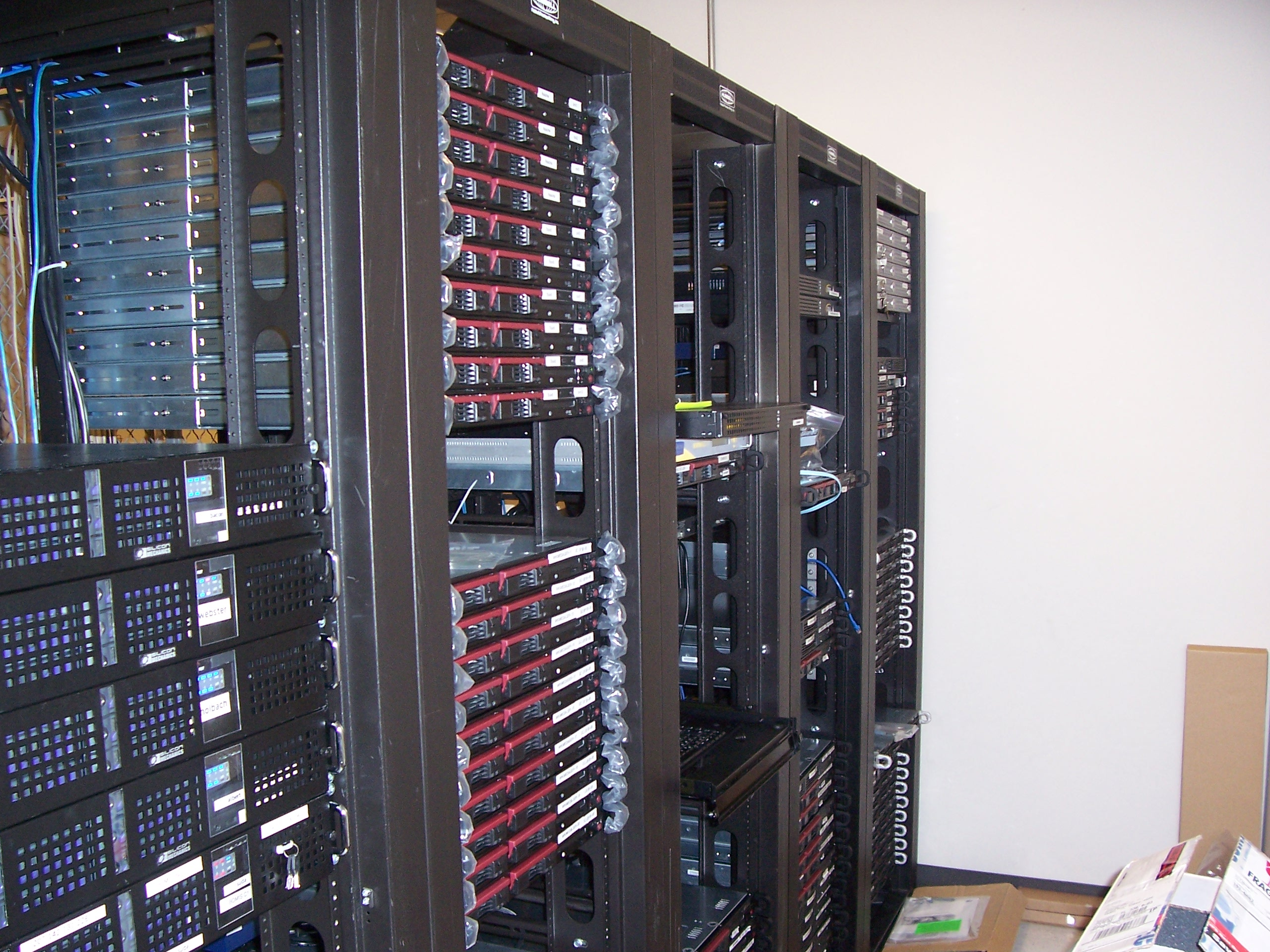
Servidors de la Viquipèdia a Florida

La major part de sistemes informàtics poden modificar l'hora automàticament quan s'implanta l'horari d'estiu. Les dues implementacions més emprades en l'actualitat són la de zoneinfo i la de Microsoft Windows. Algunes aplicacions fan servir l'estàndard UTC (Temps Universal Coordinat), per evitar problemes amb els canvis dels rellotges i les diferències en el fus horari.

### Zoneinfo
La base de dades zoneinfo assigna un nom als canvis d'hora històrics i predicibles d'una regió. Aquesta base de dades l'usen molts programes informàtics, entre els quals s'inclouen la majoria de sistemes operatius Unix, Java i Oracle. La base de dades de Hewlett-Packard, «tztab», és similar però incompatible. Quan les autoritats canvien les normes de l'horari d'estiu les actualitzacions de zoneinfo s'instal·len com a part del manteniment ordinari del sistema operatiu. En els sistemes Unix la variable d'entorn TZ d'un procés especifica el nom del lloc, com per exemple en TZ='America/New_York'.
Sistemes més antics poden emprar només els valors TZ requerits per POSIX, que especifica un moment d'inici i final en el seu valor. Per exemple TZ='EST5EDT,M3.2.0/02:00,M11.1.0/02:00' especifica l'horari d'Amèrica del Nord que començarà el 2007. TZ ha de canviar-se quan canvien les normes de l'horari d'estiu, i el nou valor de TZ s'aplica a tots els anys, la qual cosa afecta també a dates antigues.

### Microsoft Windows
El procés per ajustar i actualitzar la configuració de l'horari d'estiu a Microsoft Windows varia amb cada versió. Windows Vista pot tenir almenys dues regles finals i inicials per cada zona horària. En una zona canadenca amb horari d'hivern, una configuració de Vista no té problemes amb hores del període 1987-2006 i posteriors a 2006, però pot tenir problemes amb les anteriors. Els sistemes Microsoft Windows antics poden emmagatzemar només un inici i una regla per cada zona, de manera que la mateixa zona canadenca només serà exempta d'errors per les dates posteriors a 2006.
Aquestes limitacions han causat problemes. Per exemple, abans de 2005, l'horari d'estiu a Israel variava cada any, i en alguns no es va aplicar el canvi. Windows 95 tenia les regles adequades només per 1995, de manera que els altres anys es van produir problemes. En el sistema operatiu Windows 98, Microsoft es va retre i va marcar Israel com si no tingués horari d'estiu, de manera que els israelians havien de canviar d'hora manualment dues vegades a l'any. La llei d'horari d'estiu israelià de 2005 va marcar regles predicibles, però Windows no podia representar les dates de la norma de manera que no fossin dependents de l'any. Algunes solucions parcials poden ser canviar els fitxers de zona horària cada any, i hi ha una eina de Microsoft que ho fa automàticament.